# Łukasz Podolski (Radsportler)
Łukasz Podolski (* 21. Mai 1980 in Skierniewice) ist ein ehemaliger polnischer Radrennfahrer.

## Karriere
Łukasz Podolski begann seine Karriere 2002 bei dem polnischen Radsportteam CCC Polsat. In seinem ersten Jahr gewann er eine Etappe der Bałtyk-Karkonosze Tour. Nach zwei Jahren wechselte er zur Grupa PSB. 2006 gewann er die fünfte Etappe der Rundfahrt Dookoła Mazowsza in seiner Heimat. Später konnte er die Gesamtwertung der Senegal-Rundfahrt für sich entscheiden. In der Endwertung der UCI Africa Tour 2006 belegte er dadurch den sechsten Platz.

## Erfolge
2002
- eine Etappe Bałtyk-Karkonosze Tour

2006
- eine Etappe Dookoła Mazowsza
- Gesamtwertung, Prolog und vier Etappen Senegal-Rundfahrt

## Teams
- 2002 CCC Polsat
- 2003 CCC Polsat
- 2004 Grupa PSB Kreisel
- 2005 Grupa PSB
- 2007 Weltour